# Giro d'Italia 2011
Giro d'Italia 2011 var den 94. udgave af Giro d'Italia, og er en af cyklingens Grand Tours. Løbet startede den 7. maj i Torino med en holdtidskørsel, for at fejre 150-årsdagen for den italienske samling, hvor byen var landets første hovedstad. Løbet var på 3522,5 km, fordelt på 21 etaper.
Løbet fik også den tvivlsomme ære, at være det første Grand Tour-løb der fik et dødsfald blandt rytterne siden Fabio Casartelli døde i Tour de France 1995, da Wouter Weylandt omkom på nedkørslen fra Passo del Bocco på 3. etape. Det var samtidig det første dødsfald i Giroen siden 1986.

## Deltagere
Alle 18 UCI ProTour hold bliver obligatorisk inviteret og er forpligtet til at deltage i løbet. De 2 UCI Professional Continental Teams, Androni Giocattoli og Farnese Vini-Neri Sottoli blev tidligt inviteret af løbsarrangøren. UCIs reglement giver kun tilladelse til et felt på maksimalt 200 ryttere, men arrangørerne fik i denne udgave af løbet dispensation til at have 207 ryttere med fra start, og dermed kunne medtage i alt 23 hold. De sidste 3 inviterede hold blev Acqua & Sapone, Colnago-CSF Inox, og Geox-TMC.
Det komplette liste af deltagene hold
| - Acqua & Sapone - Ag2r-La Mondiale - Androni Giocattoli - Astana - BMC Racing Team - Colnago-CSF Inox - Euskaltel-Euskadi - Farnese Vini-Neri Sottoli | - Garmin-Cervélo - Geox-TMC - HTC-Highroad - Lampre-ISD - Leopard Trek - Liquigas-Cannondale - Omega Pharma-Lotto - Quick Step | - Rabobank - Team Katusha - Team Movistar - Team RadioShack - Team Saxo Bank-SunGard - Team Sky - Vacansoleil-DCM |

| Nationer                                                                                 | Antal ryttere |
| ---------------------------------------------------------------------------------------- | ------------- |
| Italien                                                                                  | 62            |
| Spanien                                                                                  | 25            |
| Holland                                                                                  | 11            |
| Belgien, Frankrig                                                                        | 10            |
| USA                                                                                      | 8             |
| Australien, Rusland, Schweiz                                                             | 7             |
| Tyskland                                                                                 | 6             |
| Colombia, Storbritannien                                                                 | 5             |
| Danmark, Hviderusland                                                                    | 4             |
| Polen, Portugal, Slovenien, Venezuela                                                    | 3             |
| Finland, Kasakhstan, Kroatien, Luxembourg, Norge, Tjekkiet, Ukraine                      | 2             |
| Brasilien, Canada, Chile, Irland, Japan, Litauen, Sverige, Sydafrika, Usbekistan, Østrig | 1             |
| Totalt                                                                                   | 207           |

## Etaper
| Etape | Dato    | Startby          | Målby                | Km       | Type           | Type             | Etapevinder               | Den rosa trøje         |
| ----- | ------- | ---------------- | -------------------- | -------- | -------------- | ---------------- | ------------------------- | ---------------------- |
| 1     | 7. maj  | Venaria Reale    | Torino               | 19,3     | Holdtidskørsel | Holdtidskørsel   | HTC-Highroad              | Marco Pinotti (THR)    |
| 2     | 8. maj  | Alba             | Parma                | 244      | Flad           | Flad             | Alessandro Petacchi (LAM) | Mark Cavendish (THR)   |
| 3     | 9. maj  | Reggio Emilia    | Rapallo              | 173      | Flad           | Flad             | Ángel Vicioso (AND)       | David Millar (GRM)     |
| 41    | 10. maj | Quarto dei Mille | Livorno              | 216      | Kuperet        | Kuperet          | Neutraliseret etape       | David Millar (GRM)     |
| 5     | 11. maj | Piombino         | Orvieto              | 191      | Kuperet        | Kuperet          | Pieter Weening (RAB)      | Pieter Weening (RAB)   |
| 6     | 12. maj | Orvieto          | Fiuggi               | 216      | Kuperet        | Kuperet          | Francisco Ventoso (MOV)   | Pieter Weening (RAB)   |
| 7     | 13. maj | Maddaloni        | Montevergine         | 110      | Bjergetape     | Bjergetape       | Bart De Clercq (OLO)      | Pieter Weening (RAB)   |
| 8     | 14. maj | Sapri            | Tropea               | 217      | Flad           | Flad             | Oscar Gatto (ISD)         | Pieter Weening (RAB)   |
| 9     | 15. maj | Messina          | Etna                 | 169      | Bjergetape     | Bjergetape       | José Rujano (AND)         | Alberto Contador (SBS) |
| H     | 16. maj | Hviledag         | Hviledag             | Hviledag | Hviledag       | Hviledag         | Hviledag                  | Hviledag               |
| 10    | 17. maj | Termoli          | Teramo               | 159      | Flad           | Flad             | Mark Cavendish (THR)      | Alberto Contador (SBS) |
| 11    | 18. maj | Teramo           | Castelfidardo        | 142      | Kuperet        | Kuperet          | John Gadret (ALM)         | Alberto Contador (SBS) |
| 12    | 19. maj | Castelfidardo    | Ravenna              | 184      | Flad           | Flad             | Mark Cavendish (THR)      | Alberto Contador (SBS) |
| 13    | 20. maj | Spilimbergo      | Grossglockner        | 167      | Bjergetape     | Bjergetape       | José Rujano (AND)         | Alberto Contador (SBS) |
| 14    | 21. maj | Lienz            | Monte Zoncolan       | 1722     | Bjergetape     | Bjergetape       | Igor Antón (EUS)          | Alberto Contador (SBS) |
| 15    | 22. maj | Conegliano       | Rifugio Gardeccia    | 229      | Bjergetape     | Bjergetape       | Mikel Nieve (EUS)         | Alberto Contador (SBS) |
| H     | 23. maj | Hviledag         | Hviledag             | Hviledag | Hviledag       | Hviledag         | Hviledag                  | Hviledag               |
| 16    | 24. maj | Belluno          | Nevegal              | 12,7     | Enkeltstart    | Bjergenkeltstart | Vincenzo Nibali (LQC)     | Alberto Contador (SBS) |
| 17    | 25. maj | Feltre           | Tirano               | 230      | Bjergetape     | Bjergetape       | Diego Ulissi (LAM)        | Alberto Contador (SBS) |
| 18    | 26. maj | Morbegno         | San Pellegrino Terme | 151      | Kuperet        | Kuperet          | Eros Capecchi (LIQ)       | Alberto Contador (SBS) |
| 19    | 27. maj | Bergamo          | Macugnaga            | 209      | Bjergetape     | Bjergetape       | Paolo Tiralongo (AST)     | Alberto Contador (SBS) |
| 20    | 28. maj | Verbania         | Sestriere            | 242      | Bjergetape     | Bjergetape       | Vasil Kiryienka (MOV)     | Alberto Contador (SBS) |
| 21    | 29. maj | Milano           | Milano               | 263      | Enkeltstart    | Enkeltstart      | David Millar (GRM)        | Alberto Contador (SBS) |

1.↑Etapen tæller ikke i det samlede klassement, grundet dødsfaldet på 3. etape.
2.↑Oprindelig 210 km, men Monte Crostis blev fjernet aftenen før af sportslige hensyn, og 20 km blev droppet undervejs på etapen på grund af demonstrationer.
3.↑Blev reduceret fra 31,5 km en uge før på grund af lokalvalg i Milano.

## Trøjerne dag for dag
| Etape  | Rosa trøje Maglia rosa | Bjergtrøje Maglia verde | Pointtrøje Maglia rosso passione | Ungdomstrøje Maglia bianca | Holdkonkurrence Trofeo Fast Team |
| 1      | Marco Pinotti          | Ikke tildelt            | Ikke tildelt                     | Bjørn Selander             | Team HTC-Highroad                |
| 2      | Mark Cavendish         | Sebastian Lang          | Alessandro Petacchi              | Bjørn Selander             | Team HTC-Highroad                |
| 3      | David Millar           | Gianluca Brambilla      | Alessandro Petacchi              | Jan Bakelants              | Garmin-Cervélo                   |
| 4      | David Millar           | Gianluca Brambilla      | Alessandro Petacchi              | Jan Bakelants              | Garmin-Cervélo                   |
| 5      | Pieter Weening         | Martin Kohler           | Alessandro Petacchi              | Steven Kruijswijk          | Team Movistar                    |
| 6      | Pieter Weening         | Martin Kohler           | Alessandro Petacchi              | Steven Kruijswijk          | Team Movistar                    |
| 7      | Pieter Weening         | Bart De Clercq          | Alessandro Petacchi              | Steven Kruijswijk          | Team Movistar                    |
| 8      | Pieter Weening         | Bart De Clercq          | Alessandro Petacchi              | Steven Kruijswijk          | Team Movistar                    |
| 9      | Alberto Contador       | Filippo Savini          | Alberto Contador                 | Roman Kreuziger            | Astana Team                      |
| 10     | Alberto Contador       | Filippo Savini          | Alessandro Petacchi              | Roman Kreuziger            | Astana Team                      |
| 11     | Alberto Contador       | Filippo Savini          | Alessandro Petacchi              | Roman Kreuziger            | Astana Team                      |
| 12     | Alberto Contador       | Filippo Savini          | Alessandro Petacchi              | Roman Kreuziger            | Astana Team                      |
| 13     | Alberto Contador       | Alberto Contador        | Alberto Contador                 | Roman Kreuziger            | Astana Team                      |
| 14     | Alberto Contador       | Alberto Contador        | Alberto Contador                 | Roman Kreuziger            | Astana Team                      |
| 15     | Alberto Contador       | Stefano Garzelli        | Alberto Contador                 | Roman Kreuziger            | Astana Team                      |
| 16     | Alberto Contador       | Stefano Garzelli        | Alberto Contador                 | Roman Kreuziger            | Astana Team                      |
| 17     | Alberto Contador       | Stefano Garzelli        | Alberto Contador                 | Roman Kreuziger            | Astana Team                      |
| 18     | Alberto Contador       | Stefano Garzelli        | Alberto Contador                 | Roman Kreuziger            | Astana Team                      |
| 19     | Alberto Contador       | Stefano Garzelli        | Alberto Contador                 | Roman Kreuziger            | Astana Team                      |
| 20     | Alberto Contador       | Stefano Garzelli        | Alberto Contador                 | Roman Kreuziger            | Astana Team                      |
| 21     | Alberto Contador       | Stefano Garzelli        | Alberto Contador                 | Roman Kreuziger            | Astana Team                      |
| Vinder | Michele Scarponi       | Stefano Garzelli        | Michele Scarponi                 | Roman Kreuziger            | Astana Team                      |

## Resultater
| Trøjer     | Trøjer                                | Trøjer       | Trøjer                                  |
| ---------- | ------------------------------------- | ------------ | --------------------------------------- |
| Rosa trøje | Angiver den samlede vinder            | Grønne trøje | Angiver vinderen af bjergkonkurrencen   |
| Røde trøje | Angiver vinderen af pointkonkurrencen | Hvide trøje  | Angiver vinderen af ungdomskonkurrencen |

|   | Rytter                             | Hold                | Tid      |
| - | ---------------------------------- | ------------------- | -------- |
| - | Alberto Contador (Spanien)         | Saxo Bank-SunGard   | 84:05.14 |
| 1 | Michele Scarponi (Italien)         | Lampre-ISD          | + 6.10   |
| 2 | Vincenzo Nibali (Italien)          | Liquigas-Cannondale | + 6.56   |
| 3 | John Gadret (Frankrig)             | Ag2r-La Mondiale    | + 10.04  |
| 4 | Joaquín Rodríguez (Spanien)        | Team Katusha        | + 11.05  |
| 5 | Roman Kreuziger (Tjekkiet)         | Astana Pro Team     | + 11.28  |
| 6 | José Rujano (Venezuela)            | Androni Giocattoli  | + 12.12  |
| 7 | Denis Mensjov (Rusland)            | Geox-TMC            | + 12.18  |
| 8 | Steven Kruijswijk (Holland)        | Rabobank            | + 13.51  |
| 9 | Kanstantsin Siutsou (Hviderusland) | HTC-Highroad        | + 14.10  |

|   | Rytter                      | Hold                | Point |
| - | --------------------------- | ------------------- | ----- |
| - | Alberto Contador (Spanien)  | Saxo Bank-SunGard   | 202   |
| 1 | Michele Scarponi (Italien)  | Lampre-ISD          | 122   |
| 2 | Vincenzo Nibali (Italien)   | Liquigas-Cannondale | 121   |
| 3 | José Rujano (Venezuela)     | Androni Giocattoli  | 107   |
| 4 | John Gadret (Frankrig)      | Ag2r-La Mondiale    | 97    |
| 5 | Joaquín Rodríguez (Spanien) | Team Katusha        | 87    |
| 6 | Roman Kreuziger (Tjekkiet)  | Astana Pro Team     | 85    |
| 7 | Stefano Garzelli (Italien)  | Acqua & Sapone      | 81    |
| 8 | Roberto Ferrari (Italien)   | Androni Giocattoli  | 70    |
| 9 | Pablo Lastras (Spanien)     | Movistar Team       | 66    |

|   | Rytter                         | Hold                | Point |
| - | ------------------------------ | ------------------- | ----- |
| 1 | Stefano Garzelli (Italien)     | Acqua & Sapone      | 67    |
| - | Alberto Contador (Spanien)     | Saxo Bank-SunGard   | 58    |
| 2 | José Rujano (Venezuela)        | Androni Giocattoli  | 43    |
| 3 | Mikel Nieve (Spanien)          | Euskaltel-Euskadi   | 39    |
| 4 | Gianluca Brambilla (Italien)   | Colnago-CSF Inox    | 29    |
| 5 | Vasil Kiryienka (Hviderusland) | Movistar Team       | 24    |
| 6 | Emanuele Sella (Italien)       | Androni Giocattoli  | 23    |
| 7 | Michele Scarponi (Italien)     | Lampre-ISD          | 23    |
| 8 | Vincenzo Nibali (Italien)      | Liquigas-Cannondale | 22    |
| 9 | Johnny Hoogerland (Holland)    | Vacansoleil-DCM     | 21    |

|    | Rytter                        | Hold                 | Tid       |
| -- | ----------------------------- | -------------------- | --------- |
| 1  | Roman Kreuziger (Tjekkiet)    | Astana Pro Team      | 84:16.42  |
| 2  | Steven Kruijswijk (Holland)   | Rabobank             | + 2.23    |
| 3  | Peter Stetina (USA)           | Garmin-Cervélo       | + 38.41   |
| 8  | Jan Bakelandts (Belgien)      | Omega Pharma-Lotto   | + 43.39   |
| 5  | Bart De Clercq (Belgien)      | Omega Pharma-Lotto   | + 52.57   |
| 6  | José Sarmiento (Colombia)     | Acqua & Sapone       | + 1:06.01 |
| 7  | Marcel Wyss (Schweiz)         | Geox-TMC             | + 1:07.16 |
| 8  | Diego Ulissi (Italien)        | Footon-Servetto-Fuji | + 1:20.14 |
| 9  | Robert Kiserlovski (Kroatien) | Astana Pro Team      | + 1:22.10 |
| 10 | Kevin Seeldraeyers (Belgien)  | Quick Step           | + 1:42.22 |

### Holdkonkurrencen
|    | Hold               | Tid       |
| -- | ------------------ | --------- |
| 1  | Astana Pro Team    | 252:44.52 |
| 2  | Movistar Team      | + 10.00   |
| 3  | Ag2r-La Mondiale   | + 11.23   |
| 4  | Team Katusha       | + 24.46   |
| 5  | Geox-TMC           | + 38.41   |
| 6  | Saxo Bank-SunGard  | + 45.23   |
| 7  | Omega Pharma-Lotto | + 1:07.35 |
| 8  | Acqua & Sapone     | + 1:07.57 |
| 9  | Euskaltel-Euskadi  | + 1:20.35 |
| 10 | Lampre-ISD         | + 1:24.01 |